# Rio Verde
Rio Verde és un municipi de l'estat brasiler de Goiás. La seva població era de 149.113 habitants el 2007.